# Palio di Asti

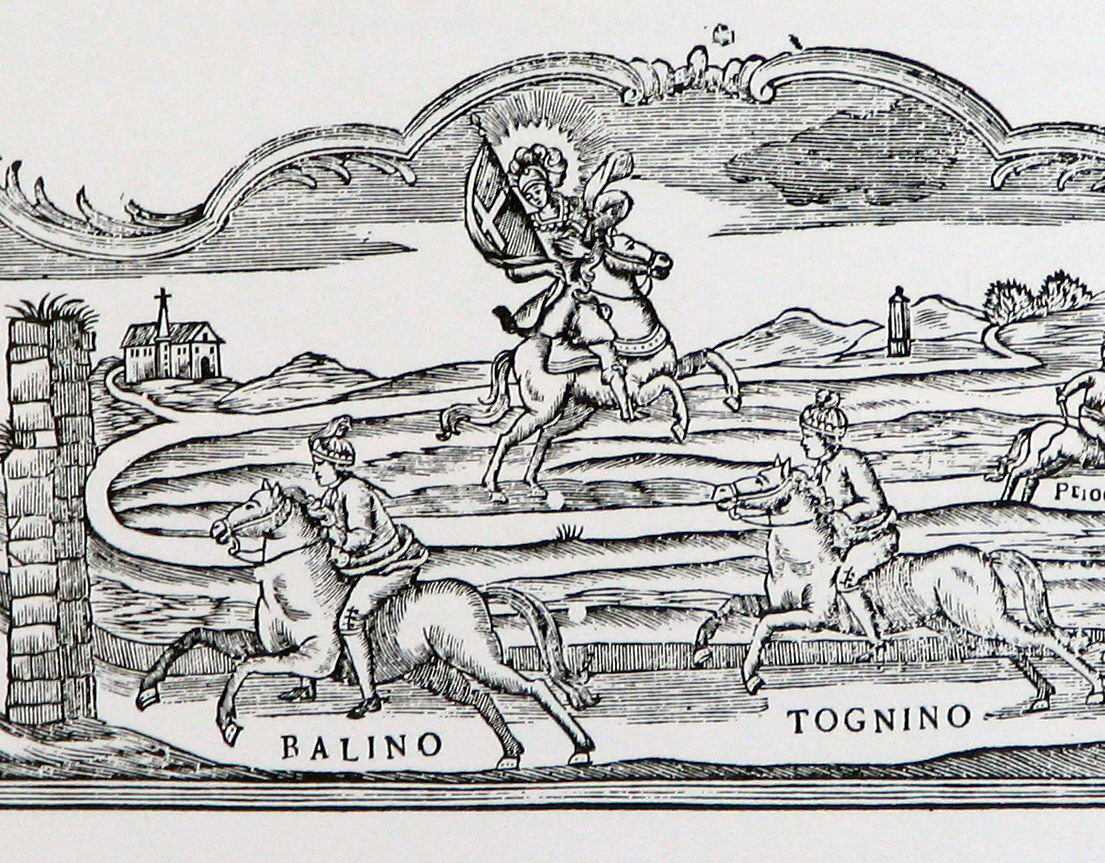
La corsa del Palio, particolare da un'incisione tratta da un sonetto del XVIII secolo, "alla lunga". Si vedono l'antica chiesa di San Lazzaro e il "cippo del pilone" (sullo sfondo), punto di partenza della corsa, San Secondo, il patrono cui la corsa è dedicata, ed in primo piano due paggi a cavallo che stanno per entrare in città attraverso la porta di San Pietro.

Il Palio di Asti o Palio Astese (nella sua nomenclatura più arcaica) è una festa tradizionale astigiana che ha radici medievali, nata nell'ambito delle celebrazioni patronali di San Secondo, e culmina con una corsa di cavalli montati a pelo, ovvero senza sella.
La festa per il patrono si svolge ininterrottamente dal XII secolo e le prime notizie della corsa, citate dal cronista Guglielmo Ventura, risalgono al terzo quarto del XIII secolo; anch'essa si svolge ininterrottamente, salvo due interruzioni di settanta anni nel XIX secolo e di trenta nel XX secolo.
La gara, che un tempo si teneva durante le feste patronali del mese di maggio e che si correva "alla lunga" attraverso la Contrada Maestra (l'attuale Corso Alfieri), dal 1967 si disputa all'interno di un circuito apposito (o "al giro"); fino all'edizione del 2017 il Palio si è disputato la terza domenica di settembre. Dal 2018, come ufficializzato nel Consiglio del Palio del 23 ottobre 2017, il Palio si disputa la prima domenica di settembre.
Dal 1988 la corsa si disputa nella centrale piazza Alfieri di Asti.

## Etimologia
Il termine palio, derivante dal latino pallium (telo di stoffa rettangolare indossato come soprabito sopra la tunica romana), indicava in origine solamente la pezza di stoffa preziosa che era posta al punto d'arrivo e che era assegnata al vincitore della tenzone.
In seguito il significato venne allargato alla festa in generale, intendendo per palio l'insieme dei riti e delle consuetudini strettamente collegate alla corsa vera e propria.

## La storia

### Le origini
(dalla Formula di rito per la Corsa del Palio)

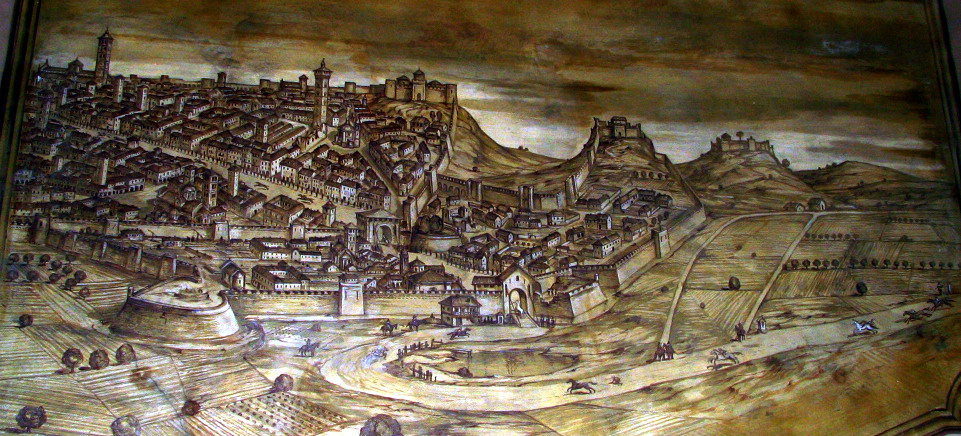
Affresco di Ottavio Baussano nel palazzo del Comune della Corsa del Palio alla lunga

Gli astigiani hanno sempre lottato con perseveranza per mantenere il privilegio di far correre il Palio nel giorno della loro festa patronale, dedicata al martire astigiano san Secondo. La corsa è citata infatti in tutti i trattati, in tutte le alleanze e in tutti i capitoli delle convenzioni con i vari reggenti, padroni o dominatori.
La prima notizia certa della corsa risale al 1275: il cronista locale Guglielmo Ventura riporta che gli astigiani, «sicut fieri solet Ast, in festo Beati Secundi» ("come risulta essere solito ad Asti, durante la festa del Beato Secondo"), corsero il Palio per dileggio sotto le mura della nemica città di Alba, devastando le vigne circostanti.
Quindi se già nel 1275 la "Corsa del Palio" era definita una consuetudine, è probabile che la sua origine debba collocarsi dopo l'anno 1000, con regole codificate già dal XIII secolo (periodo coincidente anche con il periodo di massimo splendore del Comune di Asti).

In questo periodo, e fino alla prima metà del XIV secolo, la corsa si svolse “alla tonda”, in un percorso circolare demaniale pressappoco corrispondente all'area delle attuali piazze Alfieri e Libertà, chiamata già in epoca longobarda e carolingia " curriculum ".
Gian Galeazzo Visconti, divenuto signore di Asti nel 1382, per rafforzare militarmente la città fece costruire una nuova cittadella fortificata proprio in corrispondenza del curriculum.
Questo comportò lo spostamento della corsa non più alla tonda, ma su un percorso lineare (cioè "alla lunga") di circa due chilometri e mezzo lungo l'arteria principale della città (l'attuale corso Alfieri).

Inoltre, il Visconti stabilì che la corsa continuasse a tenersi « ...in festa Sancti Secundi iuxta consuetudinem, omni contradictione remota» ("...il giorno della festa di san Secondo, come da giusta consuetudine e rifiutata ogni obiezione").
Nei documenti conservati nell'Archivio storico del Comune di Asti si nota che nelle spese sostenute per la corsa sono sempre indicati due palii, di cui uno offerto alla chiesa di San Secondo ed uno da consegnare al vincitore. Questo particolare mostra anche la caratteristica natura devozionale della corsa.
Lo storico astigiano Niccola Gabiani, nei suoi appunti storici sulla corsa, parla di un antichissimo palio di velluto cremisi arricchito da tre gigli dorati conservato presso la Collegiata di Asti e suppone che fosse stato donato dai duchi d'Orleans durante la loro signoria nel XV secolo.
Alcuni documenti del fondo della Tesoreria orleanese informano che il palio per il 1462 venne confezionato presso la bottega dei fratelli Lupi, nel 1476 e 1477 dal genovese Gregorio della Torre, nel 1501 da Antonio Pugliese e nel 1517 da Bernardo Capello di Santa Vittoria d'Alba.

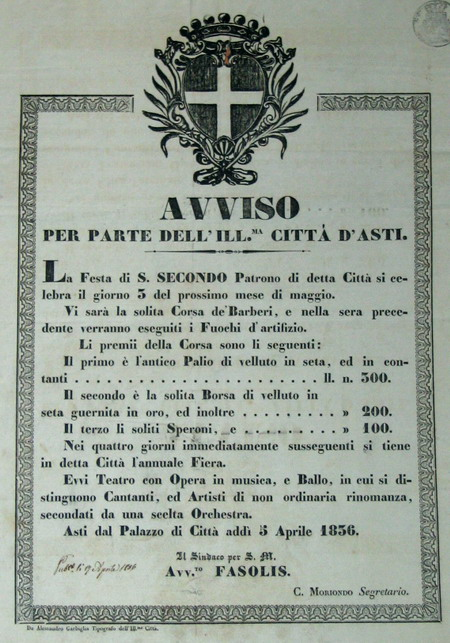
Avviso del Comune di Asti per la Corsa del Palio del 1836

### I Savoia
Quando Emanuele Filiberto assunse la reggenza della città (20 maggio 1545), confermò e codificò le antiche consuetudini della festa patronale e si impegnò per sé e per i suoi successori a fornire i palii: uno di 12 rasi per la corsa, l'altro di 9 rasi per l'offerta al santo patrono.
Si legge, inoltre, che potevano presentare cavalli alla Corsa del Palio «tanto la città di Asti, che tutte le Chiese della medesima, comprese tanto quelle de' Regolari quanto delle Confraternite, Collegio, Università, Società e cittadino della medesima, tanto a nome proprio che di dette Chiese e Cappelle, il tutto conforme all'antico stile, consuetudini e privilegi di detta Città».
Nel XVIII secolo compare il "sendallo", un labaro di tela rettangolare istoriata, generalmente azzurra, confezionata in un tessuto misto seta/cotone, detta di zendale o "sangallo".
Il sendallo era ornato dagli stemmi di Casa Savoia, del Comune, del Governatore e del Podestà ed era unito nella sua parte terminale, il palio vero e proprio, solitamente arrotolato e conservato in una cassettina di legno.
Più tardi l'immagine di San Secondo a cavallo fece la sua apparizione sul labaro del Palio dedicato alla chiesa e, sul finire del XIX secolo, anche su quello per la corsa.

La corsa in origine si svolgeva il 30 marzo di ogni anno, in occasione della festa di san Secondo. A partire dal XV secolo, però, venne spostata, al pari della celebrazione del santo, al primo giovedì dopo la domenica in Albis. Nei primi anni del XIX secolo la corsa si tenne la seconda domenica dopo Pasqua.

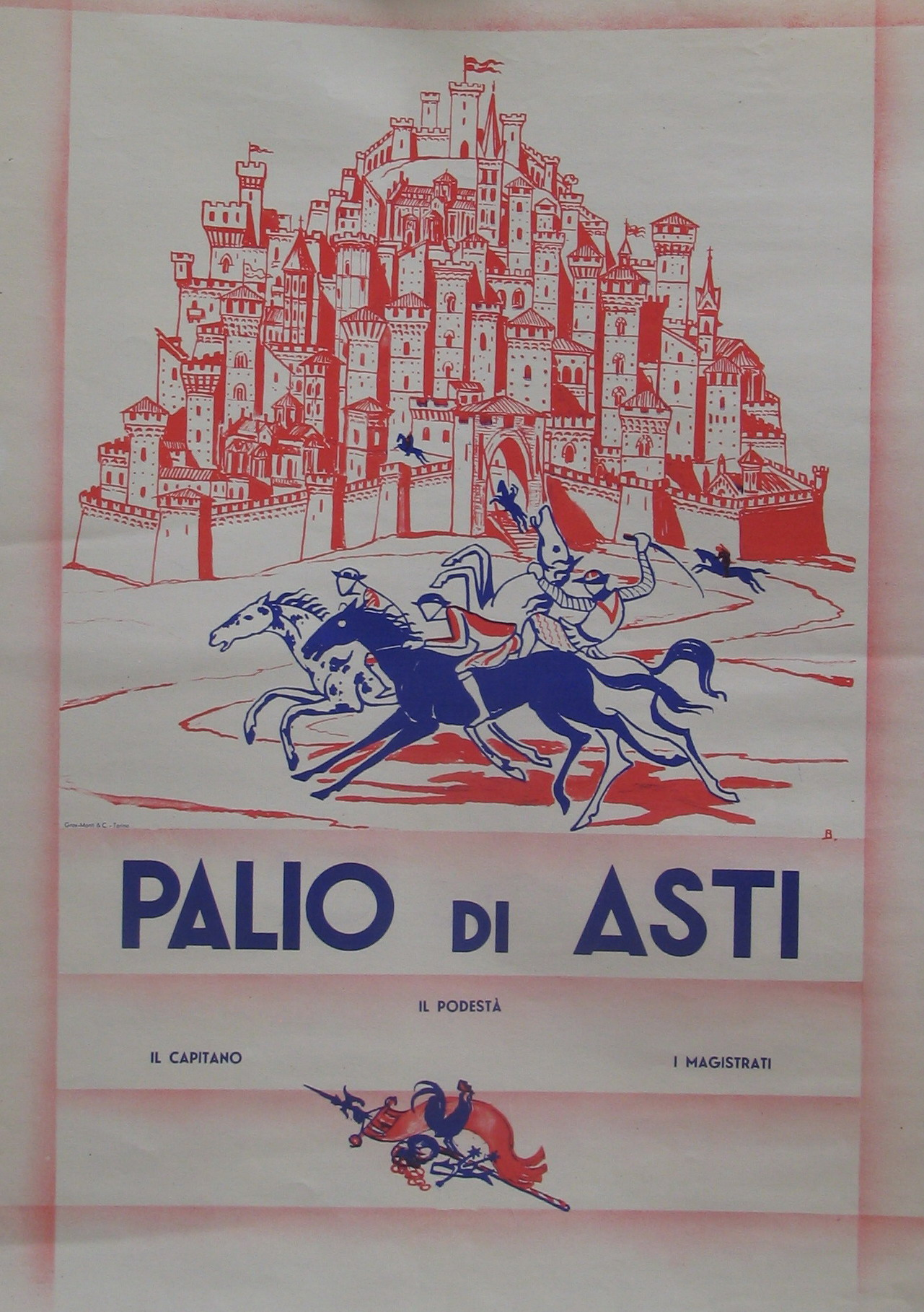
Manifesto degli anni trenta, opera di Ottavio Baussano

Nel 1818 la celebrazione di san Secondo venne nuovamente spostata al primo martedì di maggio e conseguentemente anche la corsa venne spostata in tale data.
Nel 1861 venne pubblicato il nuovo «Regolamento per la Corsa dei Cavalli in giro sulla nuova Piazza del Mercato» (l'attuale piazza Campo del Palio), cambiando radicalmente la tradizione della corsa astigiana, che si era svolta fino ad allora sempre «in lungo», cioè lungo un percorso rettilineo che partiva dalla pietra romana che diede il nome a viale Pilone, passava per Porta San Pietro e, percorrendo il ponte su Rio Valmanera, proseguiva su Contrada Maestra, (attuale corso Alfieri) fino ai palazzi Gabuti di Bestagno e Ramelli di Celle, uniti successivamente a formare l'attuale Palazzo Ottolenghi nel 1754.
Nel 1863 la corsa divenne una comune corsa di cavalli, perdendo il suo tradizionale significato religioso.

### Il periodo fascista e il palio nella piazza omonima

Paggi e donzelle sul carroccio, dalla copertina de Il secolo illustrato del 19 maggio 1934

1936, i legionari astigiani prima della Corsa del Palio

La festa venne richiamata in vita nel 1929 dall'allora podestà di Asti, Vincenzo Buronzo. Per quell'anno il Palio si svolse di nuovo alla lunga, ma su corso Dante, lungo un percorso in salita di circa 1300 m.
La ripresa della corsa (tenutasi fino al 1935) suscitò però qualche risentimento nella municipalità di Siena, ospite del Palio omonimo.
Nel 1936, per intervento diretto di Benito Mussolini, che riconobbe alla sola Siena il privilegio di chiamare la propria manifestazione col nome di Palio, arrivò l'ordine di modificare la denominazione della festa in «certame cavalleresco», parallelamente alla interdizione per Legnano di denominare come palio la corsa tenuta durante la "Sagra del Carroccio". La corsa venne così rimandata dapprima all'anno successivo ed in seguito sine die.
Le sette edizioni svoltesi durante il ventennio fascista, tuttavia, permisero di rinnovare il ricordo del Palio, evitando la perdita definitiva della sua tradizione e del suo significato.
Il 3 maggio 1936, durante la guerra d'Etiopia, i militari della 104ª Legione Camicie Nere (in prevalenza composta da astigiani) corsero un Palio speciale a dorso d'asino sulle rive del lago Ascianghi. La cronaca della corsa venne riportata il 23 maggio 1936 dal quotidiano astigiano "La Provincia". I partecipanti furono il Borgo di Santa Maria Nuova, il Rione di San Martino, il Borgo di Ponte Tanaro e il Rione Duomo. A vincere fu il Borgo di Santa Maria Nuova.
Nel 1937 il Palio venne di nuovo indetto con la denominazione di Certame Cavalleresco, dove i rioni astigiani venivano ridimensionati nella loro autonomia a discapito delle Corporazioni fasciste. Una settimana prima della festa questa venne improvvisamente sospesa, con la scusa del sopraggiungere dei lavori agricoli. È probabile invece che il Palio subisse un notevole ridimensionamento in primo luogo a causa della deposizione di Vincenzo Buronzo dalla carica di podestà. Il nuovo gerarca, Domenico Molino, poco sensibile alla festa, ne aveva decurtato sensibilmente il bilancio, affiancato dalla segreteria locale del Partito Nazionale Fascista, che non vedeva benevolmente una manifestazione che non era riuscita a "manipolare".
Nel 1938 venne indetta una "Corsa delle Contrade" alla quale parteciparono solamente sodalizi cittadini astigiani. La manifestazione avvenne in tono minore e passò sotto il disinteresse della stampa locale e nazionale.
Nel 1967 il Palio nacque nuovamente nella omonima Piazza del Campo in occasione del 1000º anniversario della fondazione del marchesato del Monferrato e dell'800º anniversario della Lega Lombarda. La corsa fu definitivamente spostata al mese di settembre, in concomitanza con i festeggiamenti della "Douja d'Or", o "Settembre astigiano", ed in seguito del Festival delle sagre astigiane. Il nuovo tracciato era in piazza Campo del Palio, dove furono innalzate tribune da 5.000 posti a sedere e grandi parterre. La prima edizione del dopoguerra vide partecipare 100.000 spettatori, 600 figuranti e 14 fra borghi, rioni e comuni astigiani.

### Il palio in piazza Alfieri e gli annullamenti causa pandemia
Dal 1988 il Palio si svolge nella centrale piazza Vittorio Alfieri, come suggerito dall'architetto Antonio Guarene, nel cuore della città.
Nel 1992 al Palio di Asti fu abbinata la lotteria nazionale. 
Nel 2020, a causa della pandemia di COVID-19, il Palio venne rimandato. Nel 2021 fu il sindaco Maurizio Rasero a comunicare l'annullamento dell'edizione di quell'anno con una lettera ai rettori dei comitati palio: 
sono dispiaciuto di doverVi comunicare ufficialmente, con la presente, che ritengo non vi siano più le condizioni per proseguire ad organizzare il Palio di Asti previsto per il 5 settembre 2021.
Le troppe incertezze dovute all’evoluzione del quadro epidemiologico che impedisce di sapere oggi quello che ci troveremo ad affrontare fra cinque settimane ed i forti dubbi sulla buona riuscita della Nostra Festa privata di numerosi suoi aspetti ed elementi irrinunciabili hanno fatto maturare in me la convinzione che sia giusto andare in questa direzione.
Dei numerosi confronti di queste settimane con varie Istituzioni, i sindaci dei sette Comuni che partecipano al Palio, la Giunta, il consigliere delegato Mario Vespa e la tanta gente incontrata anche casualmente, ho poi raccolto ulteriori spunti ed elementi sufficienti a farmi ritenere che questa sia l’unica scelta possibile anche se molto dolorosa e sofferta. [...] 
Nel ringraziare tutti Voi per averci creduto fino alla fine, soprattutto alcuni, ed esserVi messi a disposizione perché tutto potesse andare in una certa direzione, mi scuso se Vi ho deluso e se la stessa non è stata alla fine quella auspicata.
Rimango a Vostra disposizione e da settembre partirò ad organizzare l’edizione 2022.
Viva Asti, Viva il Palio»
(Maurizio Rasero, sindaco di Asti)

## Il Palio di Asti in dettaglio

Piazza Campo del Palio

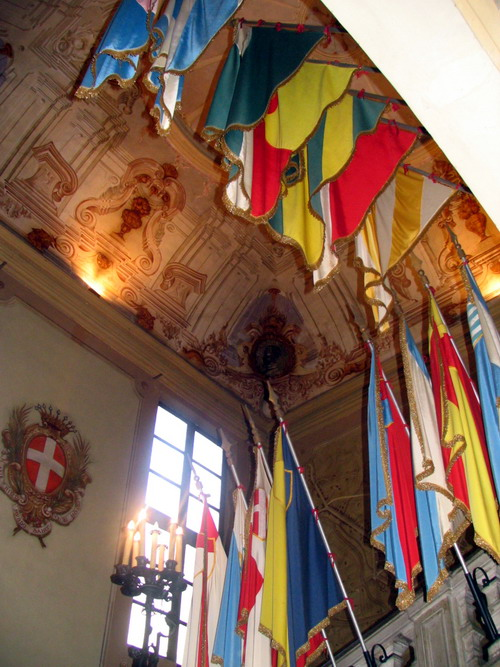
Le bandiere dei partecipanti al Palio, esposte nello scalone principale del Palazzo del Comune

### La stima del Palio a maggio
L'anno paliesco si apre la prima settimana di maggio in occasione dei festeggiamenti patronali di san Secondo.

I due sendalli commissionati dal comune di Asti ogni anno, il sabato antecedente il primo martedì di maggio vengono "stimati" da tre notabili rappresentanti dell'antica corporazione dei drappieri, che ne saggiano la buona manifattura e le misure. Al termine i due labari vengono presentati alla popolazione con l'esposizione sul balcone del comune.

Nella stessa giornata avviene il "giuramento dei rettori" (ovvero dei 21 rappresentanti degli altrettanti rioni, borghi e comuni partecipanti al Palio) che, di fronte al sindaco, al capitano del Palio ed ai magistrati, fanno solenne promessa di lealtà verso i riti della festa.
Il primo martedì di maggio, festa di San Secondo, con una solenne sfilata di tutti i partecipanti al Palio, avviene l'offerta dei due sendalli alla Collegiata, presso la cappella di san Secondo.

### I riti di settembre
Il Palio di Asti, come altri palii italiani, vede nella corsa il culmine dei propri festeggiamenti.

Nei due giorni precedenti alla corsa si tengono le prove ufficiali. In molte edizioni si è corso il "Palio degli scudieri", un torneo minore destinato a favorire il ricambio generazionale dei fantini. La sera della vigilia della corsa, nelle sedi dei rioni, borghi e comuni partecipanti, si tengono le "cene propiziatrici".
Il giorno della corsa, al mattino, si svolgono le benedizioni dei cavalli e dei fantini che correranno per difendere i colori delle proprie parrocchie, con la consueta formula di:

#### Il corteo storico
Nel primo pomeriggio ha inizio il corteo storico che, partendo dalla cattedrale di Santa Maria Assunta, si snoda poi per le vie del centro storico e si conclude in piazza Alfieri, dove attualmente si tiene la corsa. Il corteo si apre con il gruppo a cavallo del Capitano del Palio e dei magistrati. Al Capitano spetta la supervisione della manifestazione, con il potere di infliggere squalifiche in caso di comportamenti irregolari da parte dei fantini durante lo svolgimento della corsa.
Immediatamente dopo il gruppo di testa, sfilano i vincitori dell'ultima edizione del Palio, seguiti dagli altri partecipanti. Al termine del corteo è posto il Carroccio, antico simbolo dei liberi Comuni, che reca con sé il sendallo raffigurante san Secondo a cavallo e le insegne del Comune di Asti. La committenza ogni anno è affidata a un maestro della pittura contemporanea di fama internazionale.
In passato, i fantini (chiamati all'epoca "paggi") partivano ciascuno dal proprio albergo o contrada della città, dalla Confraternita, Collegio od associazione per cui correvano. Di solito erano accompagnati da altri uomini a cavallo (anch'essi con i medesimi colori) e dalla folla degli aderenti e simpatizzanti, al suono di trombe, tamburi e corni da caccia. Il punto di incontro era il cosiddetto "Pilone", un tempo deputato alla partenza della corsa "alla lunga".
Nel 1930 i borghi, rioni e comuni partecipanti adottarono l'uso di costumi del XVI secolo, in segno di omaggio e di gratitudine verso Emanuele Filiberto di Savoia che, come detto, provvide alla conferma e alla codificazione delle regole del Palio.
Dal secondo dopoguerra in poi, il corteo storico del Palio mette in scena ogni anno più di 1200 figuranti, attraverso la rappresentazione di episodi importanti della storia medievale della città (XII-XV secolo), all'epoca in cui Asti splendeva per ricchezza e vitalità.
Dal 1983 la miglior presenza nel corteo storico tra rioni, borghi e comuni del Palio viene premiata dal "Soroptimist club di Asti" con la Pergamena d'Autore: un'opera d'arte su pergamena.

#### La corsa

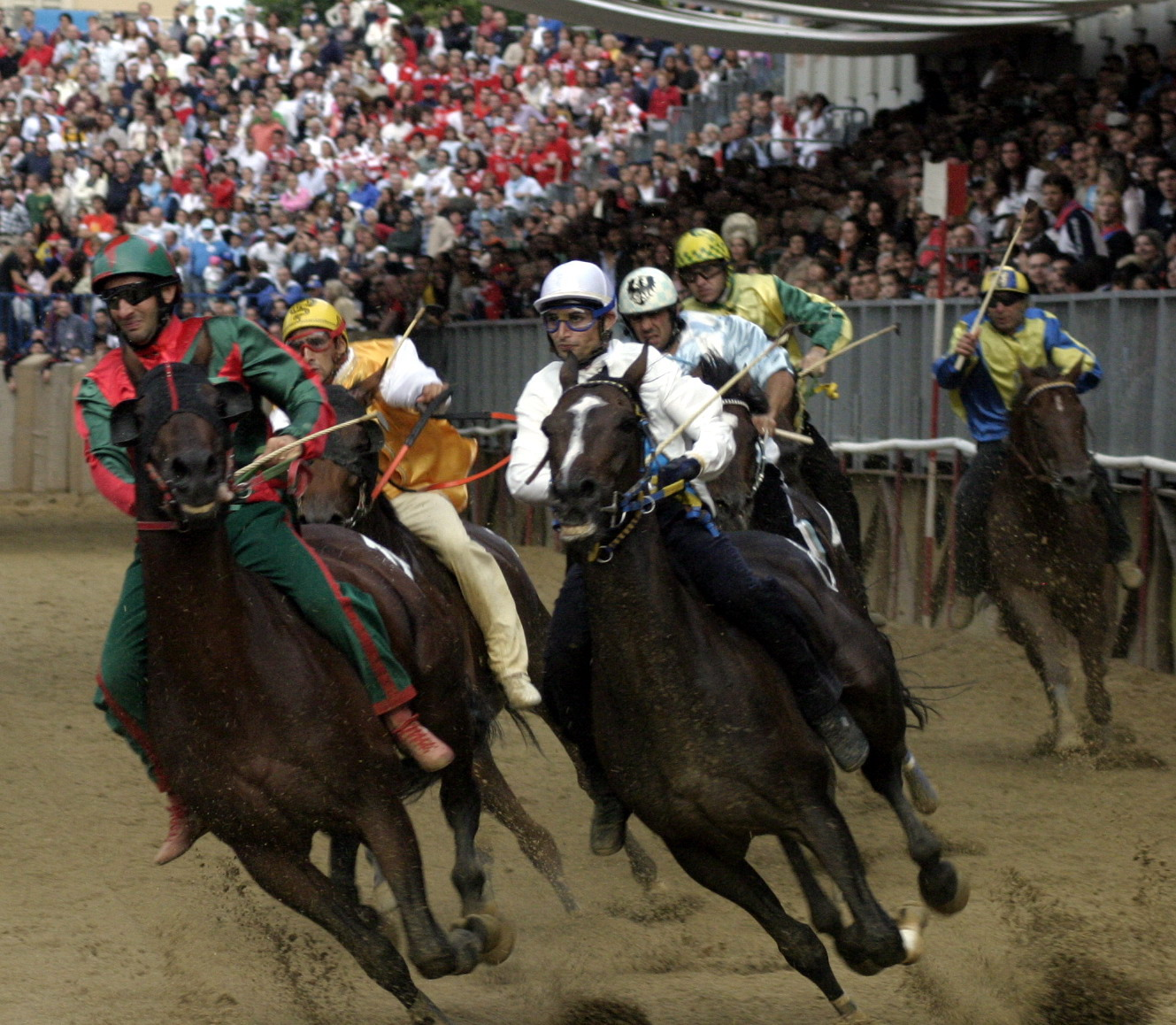
Un momento della corsa

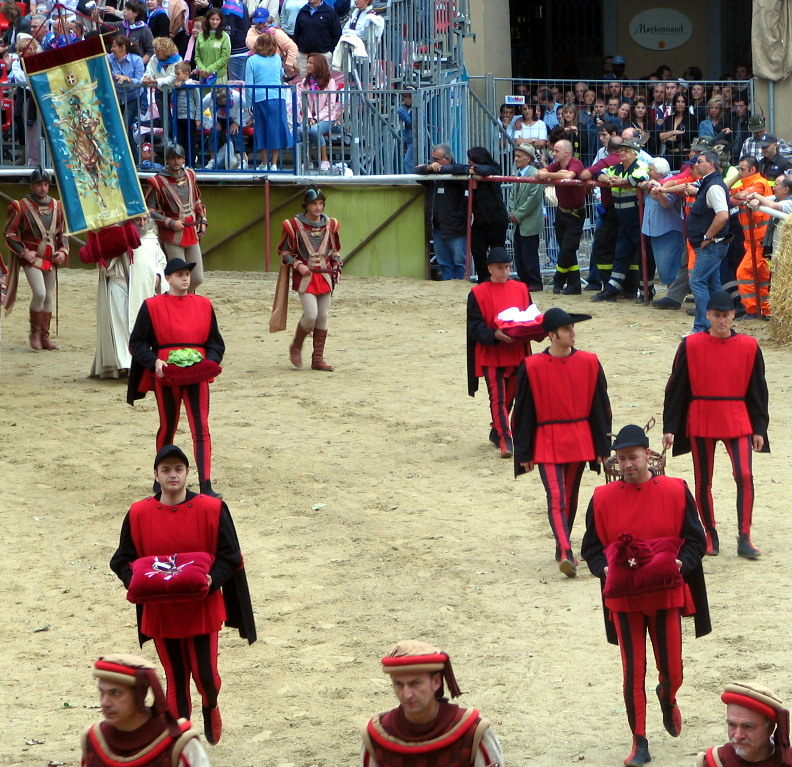
I premi per la corsa

Prima della corsa vera e propria, il capitano del Palio si rivolge al sindaco, chiedendo licenza di correre 

Il sindaco, secondo la tradizione, dà licenza di correre sotto la protezione di san Secondo, allorché il capitano, seguito dai magistrati e dai cavalieri del Palio, percorre tutta la pista annunciando: 
Si arriva così alla corsa, strutturata in tre batterie da sette partecipanti ciascuna. I primi tre classificati di ogni batteria accedono così alla corsa finale, che decide l'assegnazione del Palio.
I partecipanti sorteggiati di ogni batteria si allineano dietro il canapo (una grossa fune che delimita la linea di partenza). L'inizio della corsa viene sancito dal mossiere, che decide a sua discrezione il miglior allineamento dei cavalli. In caso di ripetute false partenze, il mossiere può decidere di comminare una penalità al responsabile, punizione che di solito consiste in un arretramento nei blocchi di partenza.
Una volta partiti, i cavalli devono percorrere tre giri di piazza, per un totale di circa 1.350 m. Il Palio viene vinto dal cavallo, con o senza fantino (scosso), che arriva per primo al "bandierino" del traguardo.
Attualmente sono 21 i partecipanti ammessi, ripartiti fra rioni, borghi cittadini e comuni della provincia di Asti.
Dall'edizione del 2017 la corsa si disputa, a differenza dagli anni precedenti, con cavalli mezzosangue.

### I premi
In epoca medievale, la corsa del Palio non prevedeva che due premi: il palio, drappo di velluto o stoffa preziosa, per il primo arrivato, ed un gallo vivo per il secondo, come ben documentato dai libri dei conti della tesoreria ducale. Se il primo premio ha un elevatissimo valore venale, il secondo ne è praticamente privo e ha una funzione soprattutto simbolica e morale.
Nel corso del XVI secolo i premi subirono una radicale trasformazione, aumentando di numero e cristallizzandosi definitivamente nella loro attuale graduatoria almeno dai primissimi anni del XVII secolo.
- Il primo premio è il palio, drappo di velluto cremisi "in tre peli, della qualità e bontà solite", che per tradizione deve essere lungo 16 rasi astigiani[13]. Il palio viene posto, legato, sotto al sendallo, la tela dipinta ogni anno da un Maestro del Palio, raffigurante per tradizione lo Stemma della Città di Asti, San Secondo a cavallo e il motto della Città "Aste Nitet Mundo Sancto Custode Secundo".
- Il secondo premio, dal 1929, è una «borsa con monete d'argento». Nel Palio antico però la borsa era tutt'altra cosa. Si trattava infatti di uno scampolo dello stesso velluto impiegato nella confezione del palio, arricchito da frange e galloni. Le sue dimensioni erano piuttosto variabili, ma non erano mai superiori ai 70 cm. La borsa si presentava, in sostanza, come un quadrato di velluto di modeste dimensioni, ma dalla ricca decorazione e, mediante un pezzo di passamaneria, veniva appeso allo stendardo del palio per tutto lo svolgersi della manifestazione. Simbolicamente, rappresentava un beffardo «assaggio» del primo premio che il secondo arrivato non aveva saputo conseguire. A partire dal XVI secolo, la borsa divenne il secondo premio e, alla ripresa del Palio negli anni trenta, l'interpretazione del premio mutò, trasformando la borsa in «borsa di monete d'argento».
- Il terzo premio è un paio di «speroni»; essi fanno la loro comparsa solo agli inizi del XVII secolo come premio per il terzo classificato. Erano di ferro, argentati o più spesso dorati. Gli speroni furono introdotti come terzo premio, come un invito a utilizzarli in futuro per conseguire risultati migliori. Non va dimenticato che fino ai primi decenni del XIX secolo l'uso degli speroni era ammesso durante la corsa del Palio, purché di forma e lunghezza compatibili con quanto prescritto dai regolamenti della corsa.

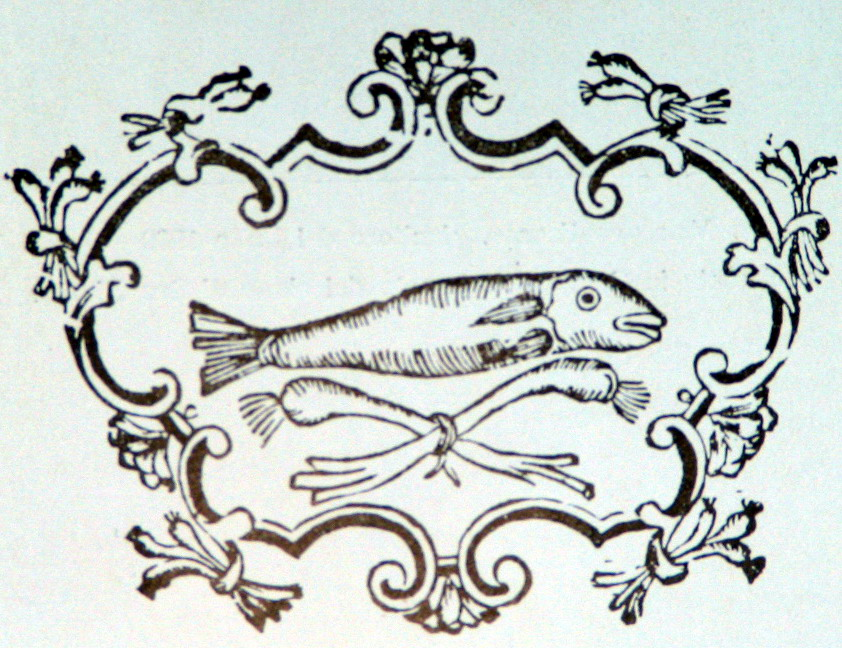
L'inchioda: xilografia tratta da un sonetto settecentesco del Palio

- Il quarto premio è un «gallo vivo»; nei verbali del Quattrocento della corsa si cita il gallo come premio al secondo cavallo più veloce. Agli inizi del Seicento, il premio slittò al quarto posto ed è rimasto tale anche nell'edizione moderna.
Il gallo, dalle origini ad oggi, è sempre stato assegnato vivo, contenuto e trasportato in una cesta. Era ed è un premio dalle forti valenze simboliche: rappresenta infatti la libertà comunale, la vittoria del bene sul male, l'ardimento e la riscossa dell'anima sul peccato.
- Il quinto premio è una «coccarda» con i colori della città, bianco e rosso. Si tratta di una tradizione ormai istituzionalizzata, ma molto recente, affermatasi con l'esigenza di aumentare il numero dei premi a seguito dell'ampliarsi del numero dei cavalli schierati al canapo per disputare la Corsa finale.
- All'ultimo arrivato spetta «l'inchioda», o acciuga salata. È uno dei premi più caratteristici e sentiti del Palio di Asti. Deriva dal dialetto astigiano trecentesco anzoa, ed in seguito anchoa. Destinata all'ultimo classificato, è data in premio in segno di scherno e di disonore per lo sconfitto. L'inchioda si accompagnava, e si accompagna come premio, all'insalata. Alcune volte comparivano anche le sigolle (cipolle), che, in alcune edizioni del passato, rappresentarono un altro amarissimo premio per il penultimo classificato, ma che di solito erano messe lì ad evocare in modo inequivocabile le lacrime dello sconfitto.

 Rione Santa Caterina ·  Borgo Torretta ·  Borgo Viatosto ·  Rione Cattedrale ·  Rione San Martino-San Rocco ·  Borgo Don Bosco · Rione San Silvestro ·  Rione San Secondo ·  Rione San Paolo ·  Borgo Tanaro Trincere Torrazzo ·  Borgo Santa Maria Nuova ·  Borgo San Pietro ·  Borgo San Lazzaro

## Vincitore dell'ultimo Palio
- 1º settembre 2024: Palio di Asti vinto dal Borgo Torretta dal fantino Antonio Siri “Amsicora” su Chimera da Clodia.[senza fonte]

## Il "Paliotto"

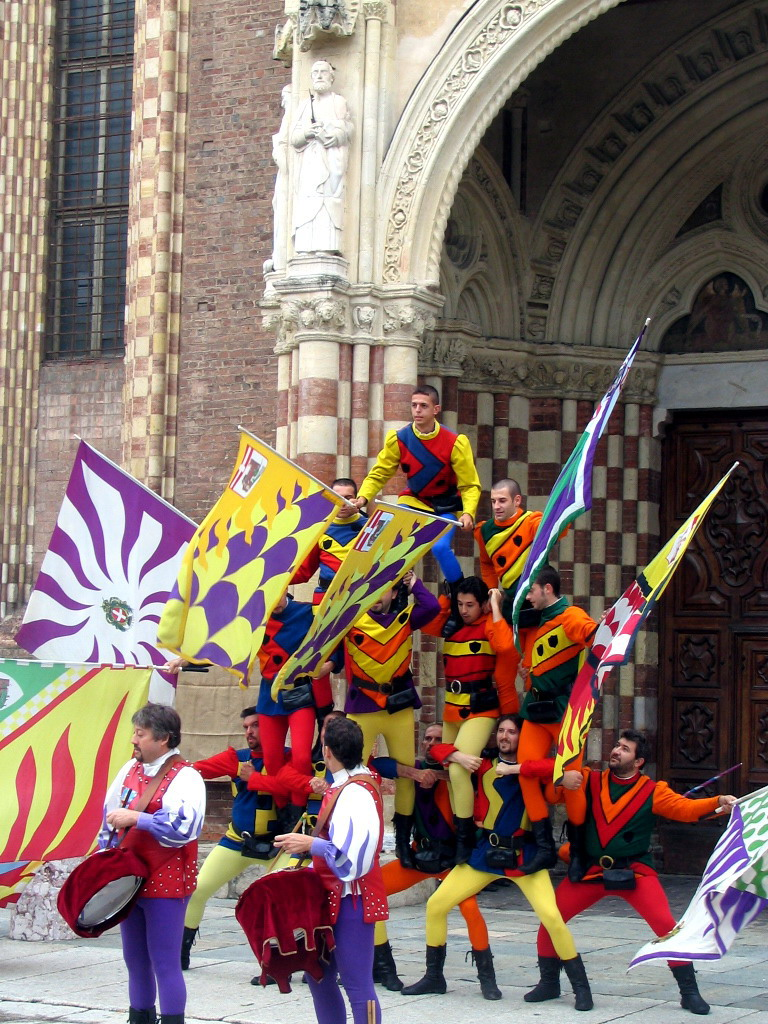
Sbandieratori dell'A.S.T.A.

Nel 1977 è nato il "Paliotto", una manifestazione che si tiene tradizionalmente il giovedì sera antecedente la corsa del Palio, che pone in competizione tra loro i gruppi degli sbandieratori dei singoli rioni, borghi o comuni partecipanti al Palio.
Il Consiglio del Palio del 18 dicembre 2017 ha approvato, a decorrere dall'edizione del 2018, lo spostamento della manifestazione al mese di maggio nell'ambito dei festeggiamenti dedicati al Santo Patrono della città di Asti.
Gli sbandieratori, nel Medioevo e nel Rinascimento, sono nati come alfieri militari che, nel clamore della battaglia, con i propri lanci e «figure» incitavano il morale ed impartivano gli ordini alle truppe.
In seguito, la sbandierata si è evoluta, «... è tramandata come un atto religioso: il giocatore sventola la bandiera simbolicamente e in nome della Corporazione per Dio, Regina e Patria.» (Atti del IV congresso di Vessillologia, Paesi Bassi 1971).
Il premio per questa competizione è un drappo, più piccolo, ma simile a quello che viene assegnato per la corsa (appunto un "paliotto").
L'iniziativa è stata ideata per meglio valorizzare questa arte particolare, conosciuta e praticata in molte realtà nazionali e che raggiunge il suo apice nelle città del Palio. Nel 1998, a questa manifestazione è stata affiancata anche un premio speciale per il miglior gruppo musici.

## Il Palio e i media
Dal 2009 la corsa è stata proposta in diretta televisiva su diverse emittenti locali (GRP Televisione, Quartarete, Telesubalpina). 
Dal 2014, è stata visibile sugli schermi di Quartarete e trasmessa in modalità simulcast e a reti unificate attraverso i canali Quartarete Blu e 3D dell'emittente torinese, oltre a essere visibile live in streaming sul sito internet della rete. 
Successivamente, il palio di Asti verrà trasmesso annualmente da GRP Televisione in concorrenza con l'emittente nazionale Rai 3, circostanza in cui l'emittente locale beneficia della flessibilità del proprio palinsesto, consentendo agli spettatori di vedere l'evento nella sua interezza, mentre l'emittente nazionale, a causa di limiti temporali dovuti alla necessità di cedere il collegamento al Tg3 edizione serale nel passato ha dovuto spesso troncare la diretta prima che la corsa potesse effettivamente avere inizio.
Dal 2011, esiste infine un giornale appositamente dedicato al mondo paliofilo, denominato Il Canapo che è liberamente consultabile on-line.

## Polemiche e misure per la sicurezza equina

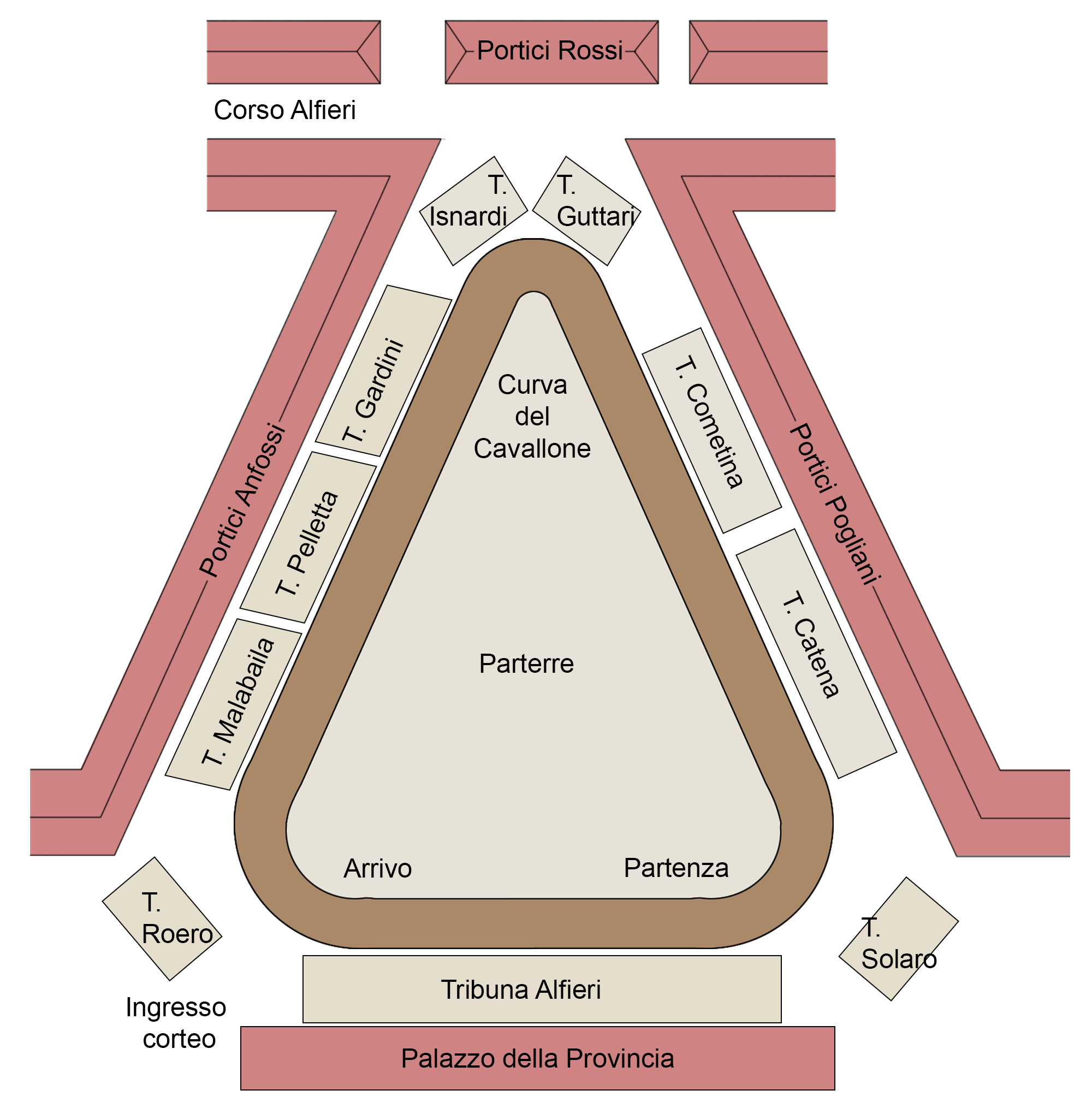
Planimetria di piazza Alfieri

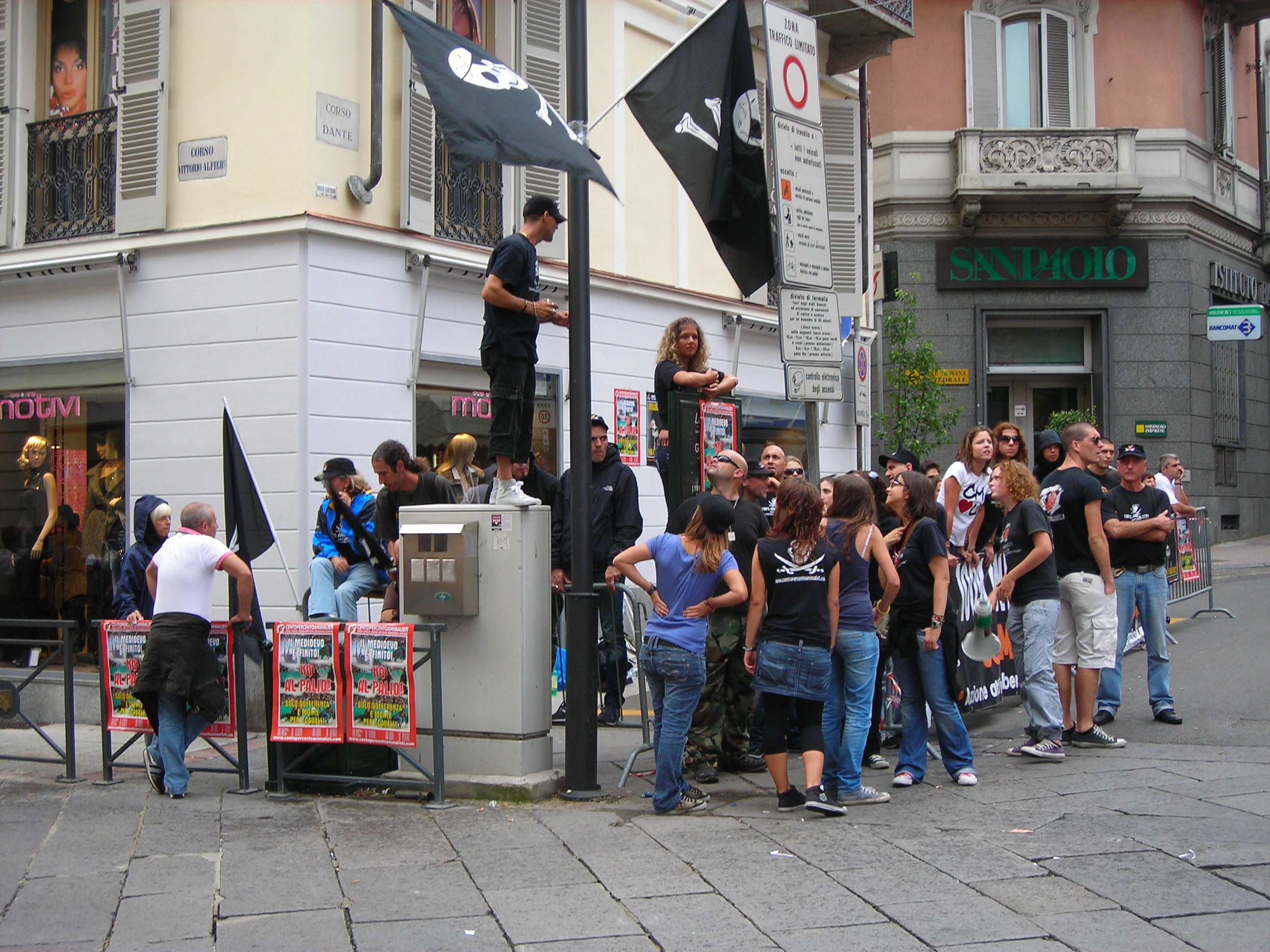
Proteste animaliste durante la finale del 2009

Negli ultimi decenni, il Palio di Asti, così come gli altri palii d'Italia, ha scatenato le proteste delle associazioni animaliste e della associazione medici veterinari per il diritto degli animali (AVDA), riguardanti l'utilizzo dei cavalli per la corsa.
In particolare, le proteste degli animalisti sono rivolte all'utilizzo per la gara di un percorso cittadino (la trapezoidale Piazza Alfieri) non adatto ai cavalli "purosangue" e causa di rovinosi incidenti negli ultimi anni.
In particolare, la curva del "Cavallone" è stata teatro nel 2003 di alcuni incidenti durante il "Palio degli scudieri", che hanno portato all'abbattimento di due cavalli ed al ferimento di un terzo.
Dai risultati accertati dal Nas dei Carabinieri, a sette dei nove cavalli che corsero la finale del Palio del 2002, erano state somministrate sostanze non permesse.
Per tentare di spegnere le proteste, il comune di Asti ha creato una commissione di esperti (Commissione tecnica) in costante aggiornamento per mettere in totale sicurezza la pista, e tutelare la salute dei fantini e degli animali durante tutto lo svolgimento della festa.
A questo proposito, la pista è costituita da una miscela di 800 metri cubi di sabbie astigiane provenienti dallo strato del pliocene superiore, dosata in modo che il percorso di gara non ceda per tutto il periodo della festa, ma che possa anche rallentare la corsa dei cavalli.
Le curve sono protette da robusti “materassi" e nel 2004, la curva del Cavallone è stata modificata e calibrata per impedire il verificarsi di nuovi incidenti.
Tre specifiche commissioni veterinarie, in collaborazione con la facoltà di Veterinaria dell'Università di Torino, verificano l'idoneità sportiva dei cavalli e forniscono assistenza zooiatrica durante le prove e le successive corse del Palio di Asti.
Una commissione di medici veterinari dell'Azienda Sanitaria locale, garantisce un servizio di farmacosorveglianza ed organizza ed effettua i prelievi dei campioni biologici.
È stato adottato (tra i primi in Italia) un protocollo di pronto soccorso veterinario in pista, in grado di intervenire immediatamente in caso di necessità con linee guida dell'Azienda Sanitaria locale, area veterinaria, in merito alla pista e allo svolgimento della corsa.
Il dispiego di questo apparato di prevenzione non pare però sufficiente ad impedire incidenti cruenti e mortali per i cavalli, come quello occorso a Mamuthones nell'edizione del 2013.

### Le visite veterinarie
In base al Regolamento Veterinario i cavalli candidati alla corsa, presentati dai Comitati, devono sottoporsi a una minuziosa visita di idoneità che attesti lo stato di salute del soggetto e che ne valuti l'idoneità morfologica, attitudinale e sportiva. Le severe visite vengono effettuate da due Commissioni Veterinarie volute dal Comune e presiedute dal Presidente dell'Ordine dei Medici Veterinari di Asti e sono composte da Professori Universitari, esperti nelle diverse branche della Medicina Veterinaria. 
Oltre ad accertare il benessere animale, un'équipe di Medici Veterinari dell'Asl garantisce un solerte servizio di farmacosorveglianza ed effettua i prelievi di campioni biologici. Per ogni soggetto identificato e visitato si apre una cartella clinica, dal cui esito dipenderà la partecipazione o meno del cavallo alla corsa.
La Commissione Veterinaria seguirà i cavalli anche in pista e se alla visita che precede la finale qualcuno di essi manifestasse segni di sofferenza tali da non renderlo idoneo alla competizione finale, la Commissione ha facoltà di ordinarne il ritiro, con giudizio inappellabile.
In pista inoltre opera la commissione Zooiatrica composta da Medici veterinari che effettuano il servizio di pronto soccorso, qualora si rendesse necessario.

## Glossario paliesco
Barberoper moltissimi secoli la Corsa avvenne con cavalli maschi interi (barbéri). Dal XIX secolo il regolamento ammise cavalli “d'ogni sesso, e razza”. Barbéri erano anche i cavalli di Barbéria (dei berbéri in Africa) molto agili e perciò adatti alle corse del Palio.
Batteriaè una delle tre gare eliminatorie a cui sono sottoposti i 21 partecipanti al Palio per poter disputare la finale. I primi tre arrivati di ogni batteria si qualificheranno.
Borghigianoè l'appartenente ad uno dei Borghi partecipanti al Palio. Partecipa alle attività socio-culturali del Borgo durante tutto l'anno.
Borgoè uno dei tre sodalizi socio-territoriali partecipanti al Palio. I Borghi sono gli organismi socio-territoriali che presentano la propria chiesa e la maggior parte del territorio, all'esterno della prima cinta muraria cittadina (Recinto dei nobili).
Cavallo scossoil cavallo che ha disarcionato il fantino.
Canapoè la corda che serve a delimitare l'area della " mossa ", quella cioè, da cui prendono il via i cavalli alla partenza del Palio.
Corsierodal latino cursàrius (corridore). È sinonimo di cavallo barbéro molto usato nel Palio antico.
Fantino(Fantin in astigiano): diminutivo della parola "infante", cioè ragazzino, in quanto nei secoli scorsi,i conducenti dei cavalli erano sempre di giovanissima età e l'antico regolamento prevedeva che non potessero avere più di 21 anni. Il vocabolo sostituì tra il XIX secolo e XX secolo il sinonimo Paggio. Prima di quel periodo i due vocaboli erano utilizzati indistintamente.
Gavardinaè la casacca indossata dal fantino durante la Corsa del Palio.
Le prime tracce di questo vocabolo si trovano nei documenti di presentazione dei partecipanti al Palio alla fine del XVII secolo. La parola proviene dal genovese "gabanin-a" cioè piccolo gabbano (piccola tunica), a sua volta mutuata dall'arabo "qaba".
Mossaè l'atto che il mossiere compie sganciando l'argano che tiene teso il canapo al momento della partenza.
Paggio(Pagi in astigiano): è il termine usato per il fantino del Palio, i primi documenti in cui il vocabolo è presente, risalgono agli inizi del XVII secolo. Nella terminologia medievale il pagius si occupava ed era responsabile della buona salute del cavallo da guerra nei periodi lontani dalla battaglia.
Palio(Pari in astigiano): è il premio assegnato al vincitore della corsa. Si tratta di una pezza di velluto cremisi(rosso-violaceo) la cui larghezza è di circa 1 metro e la lunghezza di circa 7 metri. Il palio, viene arrotolato, e legato a uno stendardo dipinto chiamato "Sendallo" o "Arma".
Partitantequalsiasi sostenitore di uno dei sodalizi partecipanti al Palio. Il nome deriva da partita, cioè le persone divise secondo le regole di un gioco.
Rionaiolocolui che appartiene a uno dei Rioni partecipanti al Palio. Partecipa alle attività socio-culturali del Rione durante tutto l'anno.
Rioneuno dei tre sodalizi socio-territoriali partecipanti al Palio. I Rioni sono gli organismi socio-territoriali che presentano la propria chiesa e la maggior parte del territorio, all'interno della prima cinta muraria cittadina (Recinto dei nobili).
Sendallo(Sendal in astigiano): è il nome del labaro dipinto a cui viene legato il Palio. Le prime presenze del Sendallo si trovano alla fine del XV secolo. Dalla fine del XVIII secolo il Sendallo reca l'immagine di San Secondo a cavallo con le insegne della Città, lo stemma, il motto del Comune e l'anno.
Stroppodal francese "troupe" (truppa, drappello), è l'insieme dei partitanti sfoggianti il fazzoletto con i colori sociali. Possono essere preceduti dalle proprie insegne o alcune volte seguiti o preceduti dai musici in occasione dei principali riti della festa.